# José Manuel Arias Copete
José Manuel Arias Copete (Écija, Sevilla, 10 de octubre de 1999), conocido deportivamente como Copete, es un futbolista español. Juega de defensa y su equipo es el Valencia C. F. de la Primera División de España.

## Trayectoria
Natural de Écija, provincia de Sevilla. Se formó en las categorías inferiores del Écija Balompié, con el que alcanzó a jugar con el primer equipo en Tercera y en Segunda División B. Posteriormente pasó por el Córdoba C. F. "B" antes de recalar en el Villarreal C. F. para jugar en su segundo filial.
En la temporada 2019-20 salió cedido a la S. C. R. Peña Deportiva. En la campaña siguiente regresó al club castellonense para incorporarse al Villarreal C. F. "B", donde jugó 17 partidos en Segunda División B tras haber realizado la pretemporada con el primer equipo.
El 17 de junio de 2021 firmó por la S. D. Ponferradina, con el se estrenó en la Segunda División. En su temporada de debut en la categoría disputó 30 encuentros, tras la cual, fue traspasado al R. C. D. Mallorca. En este equipo permaneció tres campañas y participó en la final de la Copa del Rey 2023-24.
El 28 de julio de 2025 se anunció su fichaje por el Valencia C. F. hasta junio de 2029.

## Clubes
| Club                             | País   | Año       |
| -------------------------------- | ------ | --------- |
| Écija Balompié                   | España | 2017-2018 |
| Córdoba C. F. "B"                | España | 2018      |
| Villarreal C. F. "C"             | España | 2018-2019 |
| Villarreal C. F. "B"             | España | 2019-2021 |
| S. C. R. Peña Deportiva (cedido) | España | 2019-2020 |
| S. D. Ponferradina               | España | 2021-2022 |
| R. C. D. Mallorca                | España | 2022-2025 |
| Valencia C. F.                   | España | 2025-     |